# نگارش بازی ویدئویی
نگارش بازی ویدئویی (انگلیسی: Video game writing) هنر و صنعت نوشتن یک متن و روایت برای بازی‌های ویدئویی است.

## نویسندگان
افرادی که جزوی از تیم طراحی بازی ویدئویی در مرحلهٔ پیش تولید هستند و داستان اصلی بازی ویدئویی را خلق می‌کنند اما همچنین می‌توانند بر روی دیالوگ، شخصیت و توسعه بازی ویدئویی تمرکز کنند.
در مرحله توسعه ممکن است طراحی تغییر کند، و یک نویسنده بازی ویدئویی می‌تواند موضوع رویدادهای روایت را تصحیح کند.
اهمیت داستان بازی می‌توانند توسط طراحان بازی ویدئویی به حداقل رسانده شود. برای مثال هاروی اسمیت از آرکین استودیوز ادعا دارد «جهان بسیار مهم است. شخصیت‌ها نیز بسیار مهم هستند. اما داستان چطور؟ آن می‌تواند به راحتی دور ریخته شود؛ زیرا هرگیمری سناریوی مربوط به ذهن خود را طراحی می‌کند». همچنین طبق گفته‌های ایان بوجست، با کنار هم قرار دادن روایت‌های غیر خطی و عناصر روزمره زندگی مانند بازی آنچه از ایدث فینچ باقی می‌ماند بازی‌های ویدیویی می‌توانند فراتر از یک روایت رسانه ای باشند.
با توجه به اینکه در سال‌های اخیر بازی‌های ویدئویی رشد چشمگیری را در میان سایر رسانه‌ها تجربه کردند، نگارش بازی ویدئویی هنوز می‌تواند یک حرفهٔ تأثیر گذار و مهم باشد.

## شیوه صنعت
این صنعت مشابه فیلمنامه‌نویسی به‌طور معمول یک حرفه کارمزدی است. همچنین نقش‌های نوشتاری ممکن است توسط سایر اعضای تیم توسعه تکمیل شود.

## ابزارها
به‌طور سنتی، نویسندگان بازی از ابزارهای ساده ای مانند ورد و اکسل یا فقط قلم و کاغذ ساده استفاده می‌کنند. همچنین برخی از نویسندگان بازی از ابزاری که در ابتدا برای صنعت فیلم مانند فینال درفت طراحی شده بود استفاده می‌کنند. همان‌طور که این زمینه تکامل یافته و عاملیت بازیکنان نقش بیشتری را ایفا می‌کند، ابزارهای حرفه ای برای نوشتن بازی ظاهر شده‌است.